# Apristurus aphyodes
Apristurus aphyodes es una especie de elasmobranquio carcarriniforme de la familia Scyliorhinidae.

## Reproducción
Es ovíparo.

## Hábitat
Se encuentra entre los 1014 y 1800 m de profundidad.

## Distribución geográfica
Se encuentra en las  costas del noreste de la  Atlántico: Dinamarca, Francia, Irlanda, Reino Unido y península ibérica.